# Pas de Basarab
El pas elevat de Basarab (en romanès: Pasajul Basarab) és un pas elevat per carretera a Bucarest, Romania, que connecta el bulevard Nicolae Titulescu i la carretera Grozǎveşti, que forma part del nucli urbà de Bucarest. La construcció va anar a càrrec de FCC i Astaldi.
El 17 de juny de 2011 es va inaugurar oficialment el pas elevat i es va obrir al trànsit el 19 de juny. El projecte es va acabar a l'agost del 2011, quan es van instal·lar rampes i ascensors per a les estacions de tramvia.
El pont acull ara la línia de tramvia número 1, l'única línia de tramvia circular de Bucarest que segueix la rotonda interior de la ciutat.

## El pas elevat de Basarab en xifres
El pas elevat de Basarab té una longitud de 19 quilòmetres i és el pont estirat més ample d’Europa amb una amplada de 445 metres. Té una estació de tramvia, zones de seguretat i dos carrils per al trànsit en cada sentit sobre els ferrocarrils propers a l'estació de tren Gara de Nord.
Les dues torres que sostenen els 60 cables del pont de Grozǎvești tenen una alçada d’uns 84 metres.
El pas superior es va obrir el juny de 2011 amb un cost de gairebé 255 milions d’euros.
Cada dia, prop de 50.000 vehicles transiten pel pont.